# Joseph Paul Franklin
Joseph Paul Franklin (n. 13 aprilie 1950, Mobile - d. 20 noiembrie 2013, Bonne Terre, Missouri) a fost un ucigaș în serie american. El a fost condamnat pentru mai multe crime, având șase condamnări pe viață, precum și o condamnare la moarte. El a mărturisit despre tentativele de omor a doi oameni cunoscuți: editorul Larry Flynt în 1978 și Vernon Jordan, activist pentru drepturile civile, în 1980. Ambii au supraviețuit rănilor lor, însă Flynt a fost paralizat de la talie în jos. Franklin nu a fost condamnat pentru aceste două cazuri.
Deoarece Franklin și-a schimbat în mod repetat, conturile și domiciliul după fiecare caz, oficialii americani nu se pot determina în plină măsura despre crimele sale. Revendicările sale de motivație rasială au fost compensate de un martor expert în apărare care a mărturisit în 1997 că Franklin este un schizofrenic paranoic, ce nu se potrivește pentru a fi judecat.
Franklin a fost condamnat la moarte, așteaptându-și executarea timp de 15 ani. El a fost executat prin injecție letală pe 20 noiembrie 2013.